# Smrk (Sudeti)
Il monte Smrk (in tedesco Fichtlich, in polacco Smrek) è una montagna nella Repubblica Ceca che, con i suoi 1125 metri di altezza, rappresenta la vetta più elevata dei Monti Dorati, uno dei gruppi montuosi che fanno parte dei Sudeti Orientali. La sua cima si trova a 400 m dal confine con la Polonia.

## Geografia
La montagna si trova cinque chilometri a nord-ovest della sella di Ramzová e tre chilometri a nord del piccolo villaggio montano di Petříkov, all'estremità meridionale dei Monti Dorati. Ad ovest si trova la cresta principale dei monti Góry Bialskie. Il massiccio dello Smrk comprende anche le cime secondarie Luční vrch (995 m), Brusek (1115 m) e Smrek (1107 m). A due chilometri a sud-ovest si innalza la doppia cima della Travná hora (1120 m) e Postawna (1110 m), che è la vetta più alta dei Góry Bialskie.
A 400 metri a nord-ovest della vetta dello Smrk, alla quota di 1111 m sul livello del mare, si trova il passo Przełęcz u Trzech Granic, triplice punto di confine storico tra Moravia, Slesia e Polonia.
Il monte Smrk è completamente boscoso e prevalentemente coperto di abete rosso; si apre qualche radura solo in determinati luoghi, come ad esempio al punto di incontro delle tre frontiere. Il monte è solcato da numerosi sentieri escursionistici e sono presenti due rifugi alpini Luční chata e Solná chata; al di sotto di quest'ultimo sgorga la sorgente di Brousek.
Dallo Smrk hanno origine i fiumi Biała Lądecka, Staříč, Stříbrný potok e Branná.